# De smutsiga händerna
De smutsiga händerna (franska originalets titel Les Mains sales), emellanåt benämnd Smutsiga händer, är en pjäs i sju scener av Jean-Paul Sartre, uruppförd på Théâtre Antoine i Paris den 2 april 1948. Texten publicerades i Les Temps Modernes.

## Handling
Pjäsen utspelar sig i den fiktiva östeuropeiska staten Illyrien under andra världskrigets senare år. Illyrien, som är en av Tredje rikets allierade, hotas att annekteras av östblocket. Den unge kommunisten Hugo Barine får veta att partisekreteraren Höderer vill inleda samtal med den fascistiska regimen och den nationalistiska motståndsrörelsen. Höderer ämnar skapa en motståndsgrupp vilken skall bekämpa tyskarna. Därutöver vill Höderer förbereda marken för en koalitionsregering efter kriget. Hugo anser, att Höderers politik andas förräderi. En av partiets andra ledare, Louis, har beslutat att Höderer måste dödas. Motvilligt går Louis med på att låta den oerfarne Hugo föröva mordet.
Hugo och hans hustru Jessica flyttar in hos den tillitsfulle Höderer och Hugo blir dennes sekreterare. Hugo försöker övertyga Jessica om att han är fast besluten att döda Höderer, men hon ser det hela som en lek. Hon betraktar Hugos pistol som en fallossymbol, då Hugo möjligen lider av impotens. Efter en dryg vecka inleds samtalen med de andra partierna och när Höderer är på väg att sluta ett avtal med de partier vars medlemmar han avskyr, är Hugo nära att rycka fram sin pistol. Men då detonerar en bomb. Ingen blir skadad, men Hugo är rosenrasande. Dådet bevisar, att hans uppdragsgivare inte tror att han skall gå iland med dådet. Hugo super sig full och råkar nästan avslöja mordplanerna för Höderers livvakter. Olga Lorame, en av dem som gav Hugo uppdraget, besöker Hugo och Jessica och manar honom att snarast mörda Höderer då de andra sammansvurna börjar bli otåliga. Jessica inser nu, att det hela är på riktigt och försöker övertala Hugo att dra sig ur mordkomplotten.
Höderers plan är att inleda regeringssamarbete med de övriga partierna och ge dem nyckelposterna inom den nya ministären. Efter kriget räknar han med att en hel del impopulära beslut måste tas för att rusta upp ekonomin. Högerregeringen kommer då att bli illa omtyckt och på sätt kommer kommunisterna successivt att kunna ta över regeringsmakten. Hugo anser emellertid, att partiet inte ska beblanda sig med motståndarpartier. Målet är att ta makten i Illyrien, men Höderers politiska metoder är oacceptabla. Då Höderer misstänks övertyga andra kommunister om koalitionspolitik, hävdar Hugo att han måste röjas ur vägen. Med tiden ger dock Hugo och Jessica efter för Höderers charm. Även om Hugo inte samtycker med Höderers politik, tror han att Höderer kan hjälpa honom med hans inre existentiella konflikter. Höderer, som nu har förstått att Hugo har i uppdrag att döda honom, går med på att hjälpa den unge mannen. Hugo kommer dock på Höderer att kyssa Jessica och dödar honom.
I fängelset får Hugo presenter, vilka han antar har skickats av dem som givit honom uppdraget att döda Höderer. Det visar sig dock, att några av gåvorna innehåller förgiftad choklad. När Hugo villkorligt friges, blir han förföljd av partiets utsända mördare och tar sin tillflykt till Olga. För henne berättar Hugo vad som hände. Hugo dödade inte Höderer på grund av svartsjuka utan för att han uppfattade att Höderer hade varit oärlig när han erbjöd sig att hjälpa Hugo. Olga upplyser Hugo om att partiet, på order från Moskva, har lierat sig med sina politiska motståndare. Med ens inser Hugo, att partiet trots allt har fått honom att döda Höderer. Det hela hade med politisk tajming att göra; Höderers oortodoxa politiska initiativ låg för tidigt i tiden, så partiet såg sig tvingat att undanröja honom. När nu Höderers plan ändå har antagits, skall partiet rehabilitera honom och efter kriget upphöja honom till hjälte. Hugo blir förgrymmad, inte minst på grund av att partiet har farit med osanning och bedragit sina egna medlemmar. Olga ber Hugo att glömma mordet, anta en ny identitet och börja om på nytt. Hugo motsätter sig detta och hävdar att han vill stå för mordet på Höderer, som äventyrade partiets själva själ; Hugo vägrar att anträda feghetens och tystnadens väg. Hugo får klart för sig att – så länge han själv är i livet – kommer hans mord på Höderer inte att betyda någonting och endast skänka honom vanära. När Olga försöker rädda Hugo från partiets mördare, ropar den motspänstige Hugo ”Non récupérable!" (ungefär ”Oåterkalleligt!”) och faller för mördarnas kulor.

## Historisk kontext
Sartre var i skapandet av De smutsiga händerna påverkad av andra världskriget och dess olika politiska allianser. Staten Illyrien skall vara baserad på det dåtida Ungern. Partiet i Sartres framställning kämpar för det klasslösa samhället. De andra partierna i pjäsen är det fascistiska partiet och Pentagone, som i huvudsak utgörs av medelklassen. Ungern regerades vid denna tid av Miklós Horthy som 1932 utnämnde den konservative Gyula Gömbös till premiärminister. Gömbös ämnade samarbeta med Tredje riket, och även om detta gjorde slut på Ungerns depression, kom Ungern att bli ekonomiskt avhängigt av Tyskland. År 1938 deklarerade Gömbös efterträdare, Kálmán Darányi, att Ungern politiskt skulle närma sig Tyskland och Italien, ett beslut som till viss del liknar pjäsgestalten Höderers politiska hållning.

## Filmatiseringar
- Smutsiga händer från 1951 i regi av Fernand Rivers. I huvudrollerna ses Daniel Gélin,  Monique Artur, Pierre Brasseur och Claude Nollier.
- Smutsiga händer från 1963 i regi av Håkan Ersgård. I huvudrollerna ses Heinz Hopf, Catrin Westerlund, Holger Löwenadler och Gunnel Lindblom.
- Likaiset kädet från 1989 i regi av Aki Kaurismäki. I huvudrollerna ses Matti Pellonpää, Kati Outinen, Sulevi Peltola och Kaija Pakarinen.

### Webbkällor
- Evan, Gillespie (20 april 2008). ”No easy answers in 'Dirty Hands'”. South Bend Tribune. Arkiverad från originalet den 10 augusti 2016. https://web.archive.org/web/20160810131257/http://articles.southbendtribune.com/2008-04-20/news/26916489_1_hugo-sartre-political-drama. Läst 19 maj 2016.